# Paura per Janet
 Paura per Janet  è uno sceneggiato televisivo italiano del 1963 suddiviso in sei puntate, sceneggiatura di Franca Cancogni e Daniele D'Anza, regia di Daniele D'Anza. È stato trasmesso sul Secondo Programma (l'odierna Rai 2) dal 2 al 18 dicembre 1963, due puntate ogni settimana per tre settimane. 
Traduzione della serie BBC A Time of Day (1957), per la Rai è la seconda trasposizione di un’opera del giallista britannico Francis Durbridge. Per la prima volta a dirigere i suoi gialli viene chiamato Daniele D'Anza. Il ruolo della protagonista Janet venne affidato a Silvana Valci, prima di trecento bambine che si erano presentate alle selezioni. Per i ruoli principali furono scelti: Aroldo Tieri e Valentina Fortunato nella parte dei genitori, Ernesto Calindri perfetto nella parte dell’ispettore, Massimo Girotti e Lia Zoppelli.

## Trama
I coniugi Freeman, compreso il fallimento del loro matrimonio, decidono di separarsi, ma hanno una figlia (Janet): nessuno dei due se ne vuole separare. Una mattina la maestra, al termine delle lezioni, vede che Janet sale sull’auto del padre, come altre volte, ma la bambina non arriverà mai a casa. Il signor Freeman sostiene, con fermezza, di non essere passato da scuola. Janet è sparita, ma nessuno ne chiede il riscatto.
In un bosco viene trovato un quaderno nel quale Janet ha scritto: Studio Stelle. La signora ricorda di uno studio fotografico nel quale avevano appuntamento, vi si reca e, dopo aver parlato al telefono con la bambina, apprende dal fotografo che i rapitori vogliono qualcosa dal signor Freeman. Uno sconosciuto si presenta a casa Freeman, nella quale, oltre al proprietario, c’è anche il suo avvocato. Lo sconosciuto, innervosito, estrae una pistola e, dopo una colluttazione, parte uno sparo che fredda l’uomo.
Il signor Freeman e l’avvocato trovano nelle tasche del morto la ricevuta di un dentista, lo stesso che in passato aveva curato la signora. I due uomini, per l’incolumità della bambina, decidono di disfarsi del cadavere senza avvisare la polizia.
L’uomo, di nome Nelson, abbandonato nel bosco, in realtà non è morto ma solo stordito. L’ispettore Kenton, già incaricato dell’indagine per la sparizione di Janet, sospetta che il signor Freeman sia coinvolto nell’aggressione di Nelson.
Tutti i personaggi coinvolti in questa storia sono sospettati: il signore e la signora Freeman vogliono entrambi l’affidamento in esclusiva della figlia; Barbara Barstow, amica di famiglia, ha consigliato il dentista che aveva in cura Nelson; il fotografo Pelford è chiaramente coinvolto nel rapimento; il professor Freeman potrebbe essere ricattabile in quanto a conoscenza di segreti industriali. L’ispettore Kenton, alla fine, chiarirà tutti i dubbi.

## Produzione
Paura per Janet fu realizzato negli Studi Rai di Roma. Gli esterni furono girati a Londra e a Trastevere.